# اعظم سولیچ
اعظم سولیچ (انگلیسی: Ćazim Suljić؛ زادهٔ ۲۹ اکتبر ۱۹۹۶) بازیکن فوتبال اهل بوسنی و هرزگوین است.
از باشگاه‌هایی که در آن بازی کرده‌است می‌توان به باشگاه فوتبال سن-اتین اشاره کرد.
وی همچنین در تیم ملی فوتبال Bosnia and Herzegovina U19 بازی کرده‌است.